# Monika Bejnar
Monika Bejnar (ur. 10 marca 1981 w Tarnowie) – polska lekkoatletka, biegaczka krótkodystansowa, specjalizująca się w biegach na 200 i 400 m, brązowa medalistka mistrzostw Europy, mistrzyni Polski. Olimpijka z Aten (2004) i Pekinu (2008). Ma 173 cm wzrostu i waży 57 kg. 

## Osiągnięcia
- mistrzyni Polski na 400 m - 2003, 2004, 2008
- halowa mistrzyni Polski na 200 m - 2004, 2006
- igrzyska olimpijskie: 2004 - 5. miejsce w sztafecie 4x400 m
- Mistrzostwa Europy: 2006 - brąz w sztafecie 4x400 m; 4. miejsce na 200 m
- Halowe Mistrzostwa Europy: 2005 - 6. miejsce na 400 m
- Puchar świata w lekkoatletyce - 5. miejsce na 200 m oraz 5. w sztafecie 4 x 400 metrów (Ateny 2006)